# Cyclocephala bollei
Cyclocephala bollei är en skalbaggsart som beskrevs av Roger Paul Dechambre och Endrodi 1984. Cyclocephala bollei ingår i släktet Cyclocephala och familjen Dynastidae. Inga underarter finns listade i Catalogue of Life.